# West Caldwell
El municipio de West Caldwell (en inglés: West Caldwell Township) es un municipio ubicado en el condado de Essex en el estado estadounidense de Nueva Jersey. En el año 2010 tenía una población de 10.759 habitantes y una densidad poblacional de 821,3 personas por km².

## Geografía
El municipio de West Caldwell se encuentra ubicado en las coordenadas 40°50′54″N 74°17′20″O / 40.84833, -74.28889.

## Demografía
Según la Oficina del Censo en 2000 los ingresos medios por hogar en el municipio eran de $83,396 y los ingresos medios por familia eran $94,379. Los hombres tenían unos ingresos medios de $67,108 frente a los $45,365 para las mujeres. La renta per cápita para la localidad era de $38,345. Alrededor del 2.1% de la población estaba por debajo del umbral de pobreza.